# إيزابيلا غارسيا مانزو
إيزابيلا غارسيا مانزو (من مواليد 10 ديسمبر 2002) عارضة أزياء سلفادورية وحاملة لقب ملكة جمال توجت ملكة جمال الكون السلفادور 2023. مثلت السلفادور في مسابقة ملكة جمال الكون 2023 ووصلت إلى قائمة أفضل 10 متأهلين للتصفيات النهائية.

## نشأتها
ولدت إيزابيلا غارسيا مانزو في 10 ديسمبر 2002 في سان سلفادور، السلفادور. إيزابيلا هي ابنة رجل الأعمال الغواتيمالي أندريس غارسيا مانزو وملكة الجمال السابقة ناتاليا غوتيريز التي مثلت دولة السلفادور في عام 1994 في مسابقة ملكة جمال الجمال الدولية.